# Bittersweet Memories
Bittersweet Memories è un brano della band metal Bullet for My Valentine, ed è il terzo singolo del loro album Fever. Il video musicale è stato pubblicato il 25 novembre 2010.

## Accoglienza
Bittersweet Memories non ricevette critiche molto positive, come quella della BBC, che definiva il testo "una canzone con testi di disperazione infantili", o quella della PopMatters, che la definiva "terribile".

## Tracce
1. Bittersweet Memories – 5:10

## Formazione
- Matthew Tuck - voce, chitarra
- Jason James - voce, basso
- Michael Padget - chitarra
- Michael Thomas - batteria

## Classifiche
| Classifica (2010)             | Posizione massima |
| ----------------------------- | ----------------- |
| Regno Unito (rock & metal)    | 7                 |
| Stati Uniti (mainstream rock) | 17                |